# Melvin (Illinois)
Pour les articles homonymes, voir Melvin.
Melvin est un village du comté de Ford dans l'Illinois, aux États-Unis,. Situé au Sud du comté, il est incorporé le 7 octobre 1894.

## Démographie
Lors du recensement de 2010, le village comptait une population de 452 habitants. Elle est estimée, en 2016, à 431 habitants.

## Source de la traduction
- (en) Cet article est partiellement ou en totalité issu de l’article de Wikipédia en anglais intitulé « Melvin, Illinois » (voir la liste des auteurs).